# Kuujjuaq
Kuujjuaq (in lingua inuktitut: ᑰᔾᔪᐊᖅ) è un villaggio del Canada, situato nella provincia del Québec, nella regione di Nord-du-Québec.
Si trova nel territorio del Nunavik, a circa 48 km dalla baia di Ungava.